# Filip Dmitrović
Filip Dmitrović (Kraljevo, Serbia, 28 de julio de 1995) es un futbolista de serbio nacionalizado austriaco. Juega de arquero y su equipo actual es el SV Ried de la Bundesliga de Austria.

## Selección
- Ha sido internacional en 2015 con la Selección Sub-20 de Serbia en 3 ocasiones.

## Clubes
| Club                         | País    | Año         | PJ | Goles |
| ---------------------------- | ------- | ----------- | -- | ----- |
| Partizán de Belgrado Sub-19  | Serbia  | 2010        |    |       |
| F. K. Teleoptik              | Serbia  | 2010 - 2012 |    |       |
| Austria Klagenfurt           | Austria | 2012 - 2016 | 75 | 0     |
| LASK Linz                    | Austria | 2016 - 2018 | 19 | 0     |
| SC Rheindorf Altach (cedido) | Austria | 2017        | 0  | 0     |
| SKN St. Pölten (cedido)      | Austria | 2018        | 6  | 0     |
| SV Ried                      | Austria | 2018 - Act  | 0  | 0     |